# Rijksweg 31
Der Rijksweg 31 (Abkürzung: RW 31) – Kurzform: Autosnelweg 31 (Abkürzung: A31) / Autoweg 31 (Abkürzung: N31) –  ist eine niederländische Autobahn, die das Dorf Zurich über Harlingen und Leeuwarden mit Drachten verbindet. Nur im Bereich des Knooppunt Zurich sowie zwischen Harlingen und Leeuwarden ist der Rijksweg 31 eine Autobahn (Autosnelweg), die restlichen Abschnitte wurden zu Kraftfahrstraßen (Autoweg) ausgebaut. 

## Haken von Leeuwarden
Als Haken von Leeuwarden wird das Teilstück der A31 zwischen der Anschlussstelle Marssum und der Kreuzung mit der N32 bezeichnet. Es gibt mehrere Planungen zum Ausbau als Autobahn. Dabei muss Zusätzlich eine neue Brücke über den Van Harinxmakanaal errichtet werden. Die Anschlussstelle Marssum sowie die Kreuzung mit der N32 wurden zu einem Knooppunt umgebaut werden. Die Stadtverwaltung von Leeuwarden stimmte am 31. August 2009 dem Bau des Knooppunt Werpsterhoek (N32) zu.
Zusätzlich soll noch ein neuer Bahnhof Leeuwarden Werpsterhoek errichtet werden.

## Wâldwei
Als Wâldwei wird das Teilstück zwischen Leeuwarden-Hemriksein (N32) und dem Knooppunt Drachten bezeichnet. Zwischen 2003 und 2008 wurde dieser Abschnitt auf 2x2 Fahrspuren ausgebaut und verfügt seit dem über 6 Ausfahrten. Der größte Bestandteil der Bauarbeiten war der Neubau der neuen Brücken Langdeel und die Verdoppelung der Fonejachtbrug. Am 21. Januar 2008 übergab die Rijkswaterstaat den Abschnitt dem Verkehr.

## Drachten–Emmen
Hinter Drachten verläuft die N31 weiter als N381 in Richtung Emmen in der Provinz Drenthe. Diese ist bis zur N34 auf vier Spuren ausgebaut.